# Salopa
Salopa – długie, wierzchnie okrycie damskie w formie peleryny, zwykle watowane lub na futrze, z kapturem, szczególnie modne w XVIII i XIX wieku.